# Люксембургский язык
Люксембу́ргский язы́к (самоназвание — Lëtzebuergesch МФА: [ˈlətsəbuəjəʃ]о файле) — один из языков повседневного общения населения Люксембурга (наряду с французским и немецким), получивший статус официального в 1984 году.

## Классификация
Относится к индоевропейской семье языков (германские языки). По немецкой диалектологии, язык классифицируется как западногерманский, средненемецкий культурный диалект, относящийся к мозельско-франкским (средненемецкая группа является подгруппой верхненемецкой).
За классификацию люксембургского как отдельного языка говорит то, что носители стандартного немецкого (верхненемецкого — Hochdeutsch) как родного испытывают большие затруднения в понимании люксембургской речи. Против — то, что нет чёткой языковой границы люксембургского с соседними немецкими диалектами.

## Диалекты
Существуют различные диалектные формы люксембургского языка: Areler, Eechternoocher, Kliärrwer, Miseler, Veiner, Weelzer и т. д. С запада на восток люксембургский постепенно переходит в другие мозельско-франкские диалекты.

## Особенности люксембургского языка
К особенностям люксембургского языка, отличающим его от стандартного немецкого, можно отнести следующее:
- Непоследовательное осуществление «второго передвижения (перебоя) согласных», характерное для многих средненемецких диалектов. Так, глухим щелевым и аффрикатам в литературном немецком языке могут соответствовать глухие смычные в люксембургском (то есть более древние формы): ср. нем. was — люкс. waat «что», нем. Apfel — люкс. Appel «яблоко»; но, с другой стороны, нем. Fuß — люкс. Fouss «нога».
- Большое количество заимствований из французского языка: ср. нем. vorschlagen «предлагать», но люкс. proposéieren — от фр. proposer.
- Ряд слов отличается от соответствующих в стандартном немецком, но имеет эквиваленты в диалектах, например, люкс. Gromper «картофель», но нем. Kartoffel, фр. pomme de terre.

## Письменность
Письменность люксембургского языка — на основе латинского алфавита. Единые и обязательные правила правописания утверждены указом от 10 октября 1976 года, небольшие изменения внесены 30 июля 1999 года.

## Географическое положение
Число говорящих в мире — около 400 тыс. человек, большая часть из них — в Великом Герцогстве Люксембург, остальные — в Бельгии (т. н. Арлонские земли в провинции Люксембург), в Германии (пограничные области на юго-западе гор Айфель под Битбургом и в долине Мозеля в окрестностях Трира), во Франции (часть департамента Мозель под Тионвилем), в Румынии (Трансильвания), в США (штаты Иллинойс и Висконсин).

## Использование языка
Закон о языке, утверждённый 24 февраля 1984 года (оригинал — на французском языке):
Статья 1. Национальный язык Люксембурга — люксембургский.
Статья 2. Тексты законов публикуются на французском языке.
Статья 3. Языки администрации — по выбору люксембургский, немецкий и французский.
Статья 4. Запросы в административные органы: если запрос будет осуществлён на люксембургском, французском или немецком языке, администрация по возможности должна ответить на языке просителя.
Люксембургский является основным языком повседневного общения. На нём также указываются названия населённых пунктов на дорожных щитах после французской формы (в том числе и в люксембургоязычных коммунах провинции Люксембург Бельгии). Личные письма, приглашения, листовки пишутся, в основном, на люксембургском языке, а официальные уведомления — преимущественно на французском. Продавцы в традиционных магазинах говорят по-люксембургски, в то время как в более крупных торговых центрах, как правило, работают французы или бельгийцы, которые говорят по-французски; доля люксембургоговорящего персонала, однако, составляет примерно 30 %, в зависимости от места работы.
Из-за относительно ограниченного словарного состава люксембургского языка говорящие на нём в различных ситуациях используют слова из более распространённых языков — в основном, из французского, а также и из литературного немецкого.
Люксембургские диалектизмы употребляются и в немецкой литературной речи в Люксембурге. К ним относятся лексические диалектизмы, например, Schmier «хлеб с маслом» (нем. Butterbrot), Kanickel «кролик» (нем. Kanninchen); и семантические, например, Tracht «костюм» и «ноша» (в нем. — только «костюм»).
В начальной школе Люксембурга занятия проводятся на люксембургском или немецком языке. Французский изучается со 2-го класса. С 10-го класса все предметы (за исключением языковых) преподаются на французском языке.
В парламенте до Второй мировой войны говорили по-немецки и по-французски. После войны место немецкого языка занял люксембургский. В настоящее время французский язык употребляется депутатами редко — в основном, при цитировании текстов законов и в протокольных случаях.
Художественная литература в Люксембурге издаётся на немецком, французском и люксембургском языках.
На люксембургском языке выходят теле- и радиопрограммы компании «RTL Lëtzebuerg», которые принимаются на территории Люксембурга, а также доступны через спутники Астра в Европе и в потоковом вещании в интернете. Они вносят свой вклад в стандартизацию и дальнейшее развитие языка.
Люксембургская пресса — напр., ежедневные газеты «Luxemburger Wort», «Tageblatt» или «Lëtzebuerger Journal» — в основном, печатается на немецком языке, но также содержит и статьи на французском. Кроме того, есть две исключительно франкоязычные газеты — «La Voix du Luxembourg» и «Le Quotidien» — которые рассчитаны, прежде всего, на иностранцев. Напротив, информационный портал RTL Lëtzebuerg доступен полностью на люксембургском языке.
Существует раздел Википедии на люксембургском языке (c 21 июня 2004 года).